# Mobilidade ativa

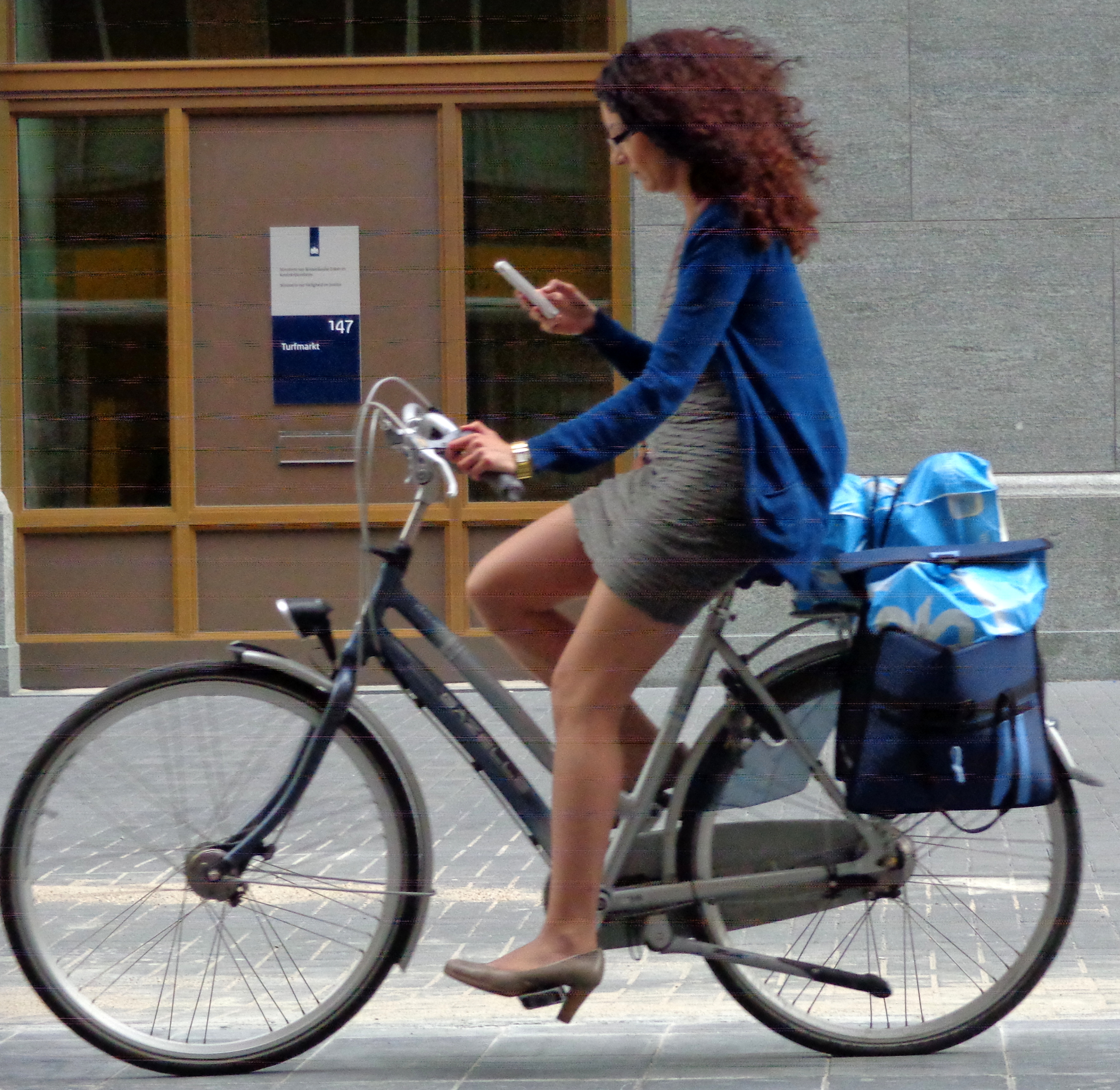
A bicicleta citadina, um dos veículos mais comuns na mobilidade ativa, para transporte do passageiro e alguns bens.

A mobilidade ativa, também denominada de mobilidade suave ou mobilidade não-motorizada é uma forma de mobilidade para transporte de pessoas, e em alguns casos de bens, que faz uso unicamente de meios físicos do ser humano para a locomoção. Os meios de transporte ativos mais amplamente usados são andar a pé e de bicicleta. Todavia outros meios menos frequentes com propulsão humana como por exemplo, qualquer velocípede não-motorizado, patins, skate ou trotinetas, também se enquadram dentro da mobilidade ativa.
A mobilidade ativa faz parte da mobilidade sustentável, sendo promovida predominantemente em meios urbanos e dentro de políticas públicas municipais, onde se dá uma maior ênfase à ocupação do espaço público para esplanadas, parques, jardins, logradouros, espaços pedonais mais amplos e espaço público descongestionado de tráfego rodoviário.
A mobilidade ativa, havendo condições de segurança, em termos médios, dentro das opções de mobilidade de cada indivíduo, revela ser a mais barata, saudável e prática até uma distância de cerca de 5 km. Por fazer uso apenas da força física do ser humano, é também a energeticamente mais eficiente. As diversas formas e meios de transporte que fazem uso da mobilidade ativa, são denominados por modos ativos.

## Políticas de mobilidade
Políticas públicas promotoras de mobilidade ativa, trazem benefícios na redução de gases poluentes e com efeito de estufa e ruído emitidos na locomoção de veículo motorizados; benefícios para a saúde pública, menor sinistralidade rodoviária, maior efeito de coesão comunitária nos bairros habitacionais e um impacto positivo na economia com a maior eficiência energética na área dos transportes e a redução de custos de mobilidade das famílias.
Poderão ser enumeradas os pontos positivos de políticas públicas que promovam a mobilidade ativa.

### Poluição do ar
Um dos grandes problemas que diversas grandes urbes enfrentam prende-se com a elevada taxa de gases poluentes na atmosfera (CO, NOx, SOx, vários hidrocarbonetos, material particulado e muitos outros), pois existe normalmente nas grandes cidades elevadas concentrações de veículos com motor de combustão interna. A adoção de medidas que desincentivem o uso do automóvel favorece uma melhoria significativa da qualidade do ar nas cidades.

### Poluição sonora
Encorajar a mobilidade ativa favorece a diminuição da poluição sonora, pois quer as bicicletas quer andar a pé, emitem um ruído significativamente inferior ao produzido por veículos com motor de combustão.

### Desocupação do espaço público
A mobilidade ativa, ao substituir viagens em automóvel, liberta o espaço público, que pode ser ocupado por jardins, praças, ou mesmo espaços comerciais como esplanadas.

### Saúde pública
A mobilidade ativa, ao substituir viagens em automóvel, por modos ativos em que é exigido algum esforço físico ao utilizador, melhora substancialmente o bem-estar físico e a saúde das pessoas que a adotam. De referir que a título de exemplo, a maior causa de morte em Portugal são as doenças cardiovasculares, em que o exercício físico é um fator crucial na prevenção das mesmas.

### Economia
Um grande número de países ocidentais são energeticamente deficitários, alocando muitos recursos financeiros para a importação de combustíveis fósseis, estando tal efeito, patente nas suas balanças comerciais. Outra grande parcela de países, como Portugal, não tem indústria automóvel de capital nacional, forçando a importação massiva de veículos motorizados. Os custos particulares do automóvel, têm valores, comparativamente aos rendimentos individuais, deveras elevados, podendo em alguns casos atingir metade destes, forçando o consumidor automobilista a alocar recursos financeiros para saciar as necessidades do automóvel, preterindo por exemplo a aquisição de produtos locais ou nacionais.